# Cedric Brooks
Cedric "Im" Brooks (Kingston, 1943 - Nueva York, 3 de mayo de 2013) fue un saxofonista y flautista jamaicano, conocido por sus grabaciones como solista y como miembro de The Mystic Revelation of Rastafari, The Light of Saba, y The Skatalites.

## Biografía
Brooks fue alumno del famoso Alpha Boys School a los 11 años de edad, donde aprendió solfeo y clarinete. En su adolescencia tomó clases de saxofón tenor y flauta.
Brooks fue miembro de varios grupos como las bandas The Vagabonds y Granville Williams en la década de 1960, pero sería a finales de 1960 cuando tuvo su primer gran éxito comercial, como parte de un dúo con el trompetista David Madden, Im & David. El dúo lanzó una serie de sencillos decisivos para el sello Studio One de Clemente "Coxsone" Dodd. Así Brooks se convirtió en un músico de estudio regular en el estudio Brentford Road, tocando en numerosas sesiones de grabación, y lanzó varios sencillos en solitario a principios de 1970.

## Discografía seleccionada

### Solo
- Im Flash Forward (1977) Studio One
- United Africa (1978) ARCO

### Im & Dave
- Money Maker (1970) Coxsone (acreditado a veces a varios artistas)

### Con Count Ossie y The Mystic Revelation of Rastafari
- Grounation (1973) MRR/Vulcan/Ashanti
- Tales of Mozambique (1975)
- One Truth

### Con The Light of Saba
- The Light Of Saba (1974) Total Sounds
- From Mento to Reggae to Third World Music (1975) Doctor Bird
- The Light Of Saba in Reggae (197?) Total Sounds

Compilations
- Cedric Im Brooks & The Light Of Saba (2003) Honest Jon's

### Con The Skatalites
- Bashaka (2000)
- From Paris With Love (2002)
- The Skatalites In Orbit, Vol. 1 (2005)
- On The Right Track (2007)

### Sesión de trabajo
- Negril (LP, 1975. Micron Music Ltd.) (CD, 2003. 3D Japan)